# Супоневская волость (Брянский уезд)
Супо́невская волость — административно-территориальная единица в составе Брянского (с 1921 – Бежицкого) уезда.
Административный центр — село Супонево.

## История
Волость образована в ходе реформы 1861 года; охватывала большую территорию к югу, востоку и северо-востоку от Брянска, вплоть до границ с Трубчевским, Карачевским и Жиздринским уездами. Являлась крупнейшей волостью в уезде по площади, при этом 94% её территории занимали леса.
В ходе укрупнения волостей, в апреле 1924 года Супоневская волость была упразднена, а её территория вошла в состав новообразованной Бежицкой волости.
Ныне вся территория бывшей Супоневской волости входит в Брянский район Брянской области.

## Административное деление
В 1920 году в состав Супоневской волости входили следующие сельсоветы: Антоновский, Балахоновский, Батаговский, Белобережский, Богословский, Большеполпинский, Городищенский, Добрунский, Журиничский, Карачижскокрыловский, Карачижский, Крыловский, Малополпинский, Николаевский, Новоалександровский, Снежетский, Супоневский, Тимоновский, Хотомиричский.